# Ваксина срещу холера
Ваксините срещу холера са ваксини, които са ефективни при профилактиката на холерата. Ефективността им е 85% през първите шест месеца и 50 – 60% през първата година. Ефективността им намалява до по-малко от 50% след две години. Ако е имунизирана значителна част от населението, тези, които не са имунизирани, могат да се възползват от груповия имунитет. Световната здравна организация препоръчва прилагането им в съчетание с други мерки при хората, изложени на повишен риск. Обикновено се препоръчват две или три дози от формата за орален прием. Инжекционната форма се предлага в някои части на света, но достъпността ѝ е по-ограничена.

## Безопасност
И двата предлагани типа ваксина за орален прием по принцип са безопасни. Възможна е появата на лека коремна болка или разстройство. Безопасни са по време на бременност и при хора със слаба имунна система. Лицензирани са за употреба в над 60 страни. В страни, в които болестта се среща често, ваксината се смята за рентабилна. 

## Общество и култура
Първите ваксини, използвани срещу холера, са разработени в края на 1880-те години. Те са първите широко прилагани ваксини, създадени в лаборатория. Ваксини за орален прием са въведени за пръв път през 90-те години на 20 век. Ваксината е включена в Списъка на основните лекарства на Световната здравна организация, включващ най-важните медикаменти, необходими за една базова система на здравеопазване. Разходите за имунизиране срещу холера са между 0,1 и 4 щатски долара.